# Иоанн (Золотов)
Архимандри́т Иоа́нн (в миру Илия́ Золото́в; ум. 1870) — архимандрит Русской православной церкви.

## Биография
Родом великоросс, получил первоначальное образование в военном казанском сиротском отделении. В 1810 году поступил рядовым на военную службу, в Витебский пехотный полк, участвовал в 1811 году в войне с турками и в Отечественной войне 1812 года, совершил Заграничный поход; принимая участие в четырнадцати сражениях, получил знак отличия военного ордена, медаль в память двенадцатого года и медаль в память вступления в Париж. В 1829 году Илья Золотов вышел в отставку в чине штабс-капитана.

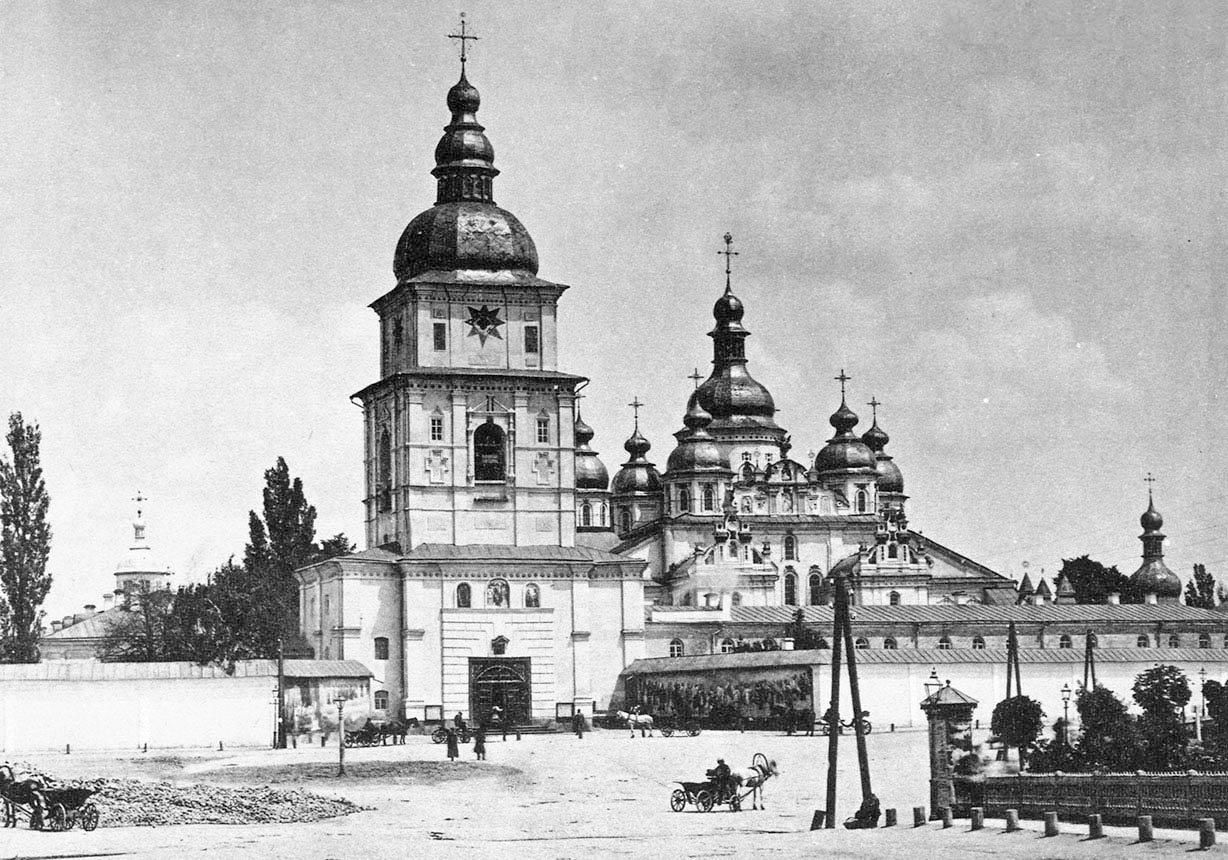
Михайловский собор до переворота 1917 г.

В 1832 году Илья Золотов, с благословения киевского митрополита Евгения, поступил на послушание в Киево-Братский Богоявленский монастырь; в 1833 году был назначен экономом Киевской духовной академии; в 1835 году принял монашество с именем Иоанн и в том же году был рукоположен в иеродиакона и иеромонаха.
В 1835 году Иоанн Золотов получил золотой наперсный крест, по расстроенному здоровью оставил академическую службу и был назначен исправляющим должность наместника Киево-Михайловского монастыря. Через восемь месяцев оставил службу по расстроенному здоровью, но по убеждению преосвященного снова принял оставленную должность; такой отказ и возвращение были повторены ещё раз; местные архиереи дорожили Иоанном, как образцовым хозяином.
В 1844 году киевское епархиальное начальство, решив воссоздать почти опустевшую Мошногорскую обитель, определило туда настоятелем отца Иоанна. Здесь, в августе того же года, он получил сан игумена. Мошногорский Вознесенский монастырь ему обязан своим возрождением. Монастырь на момент прибытия Золотова находился почти в развалинах, он энергично принялся за устройство обители. Для правильной распланировки новых построек он снял отвесную гору и на выровненных ее уступах соорудил келии и монастырские службы, он выиграл трудный и запутанный судебный процесс и возвратил монастырю отнятую у него землю; монастырь собрал до 23 тысячи рублей капитала без помощи крупных благотворителей, благодаря уменью и энергии своего нового игумена.
Почти ежегодно получая изъявление благодарности начальства, Иоанн Золотов в 1859 году был посвящен в архимандрита.
Иоанн Золотов умер в феврале 1870 года.